# Ronde van Polen 2018
De 75e editie van de wielerwedstrijd Ronde van Polen vond in 2018 plaats van 4 tot en met 10 augustus. De start vond plaats in Krakau, de finish was in Bukowina Tatrzańska. De ronde maakte deel uit van de UCI World Tour 2018.

## Deelnemende ploegen
Naast de achttien World Tour teams namen drie Pro Continentale teams en een nationale selectie deel.
| 18 UCI World Tour-ploegen | 18 UCI World Tour-ploegen | 18 UCI World Tour-ploegen | 4 wildcards           |
| ------------------------- | ------------------------- | ------------------------- | --------------------- |
| AG2R La Mondiale          | EF Education First-Drapac | Mitchelton-Scott          | Nationale Ploeg Polen |
| Astana                    | Groupama-FDJ              | Quick-Step Floors         | CCC Sprandi Polkowice |
| Bahrein-Merida            | Team Katjoesja Alpecin    | Team Sky                  | Cofidis               |
| BMC Racing Team           | LottoNL-Jumbo             | Sunweb                    | Gazprom-RusVelo       |
| BORA-hansgrohe            | Lotto Soudal              | Trek-Segafredo            |                       |
| Dimension Data            | Movistar                  | UAE Team Emirates         |                       |
|                           |                           |                           |                       |
|                           |                           |                           |                       |

## Etappe-overzicht
| etappe | datum       | start              | finish              | type       | afstand | winnaar            | klassementsleider  |
| ------ | ----------- | ------------------ | ------------------- | ---------- | ------- | ------------------ | ------------------ |
| 1e     | 4 augustus  | Krakau             | Krakau              | Vlakke rit | 134 km  | Pascal Ackermann   | Pascal Ackermann   |
| 2e     | 5 augustus  | Tarnowskie Góry    | Katowice            | Vlakke rit | 144 km  | Pascal Ackermann   | Pascal Ackermann   |
| 3e     | 6 augustus  | Chorzów            | Zabrze              | Vlakke rit | 139 km  | Álvaro Hodeg       | Álvaro Hodeg       |
| 4e     | 7 augustus  | Jaworzno           | Szczyrk             | Bergrit    | 179 km  | Michał Kwiatkowski | Michał Kwiatkowski |
| 5e     | 8 augustus  | Wieliczka-zoutmijn | Bielsko-Biała       | Heuvelrit  | 152 km  | Michał Kwiatkowski | Michał Kwiatkowski |
| 6e     | 9 augustus  | Zakopane           | Terma Bukowina      | Bergrit    | 130 km  | Georg Preidler     | Michał Kwiatkowski |
| 7e     | 10 augustus | Terma Bukowina     | Bukowina Tatrzańska | Bergrit    | 136 km  | Simon Yates        | Michał Kwiatkowski |

## Eindklassementen
| Algemeen klassement |                    |                    |           |
| Plaats              | Naam               | Ploeg              | Tijd      |
| Gele trui           | Michal Kwiatkowski | Team Sky           | 24u23'54" |
| 2                   | Simon Yates        | Mitchelton-Scott   | + 15"     |
| 3                   | Thibaut Pinot      | Groupama-FDJ       | + 20"     |
| 4                   | George Bennett     | Team LottoNL-Jumbo | + 24"     |
| 5                   | Dylan Teuns        | BMC Racing Team    | + 27"     |
| 6                   | Georg Preidler     | Groupama-FDJ       | + 31"     |
| 7                   | Emanuel Buchmann   | BORA-hansgrohe     | + 32"     |
| 8                   | Davide Formolo     | BORA-hansgrohe     | + 40"     |
| 9                   | Sam Oomen          | Team Sunweb        | + 42"     |
| 10                  | Fabio Aru          | UAE Team Emirates  | + 44"     |

| Puntenklassement |                    |                 |        |
| Plaats           | Naam               | Ploeg           | Punten |
| Witte trui       | Michal Kwiatkowski | Team Sky        | 73     |
| 2                | Pascal Ackermann   | BORA-hansgrohe  | 66     |
| 3                | Dylan Teuns        | BMC Racing Team | 63     |
|                  |                    |                 |        |
| 9                | Sam Oomen          | Team Sunweb     | 46     |

| Bergklassement |                |                       |        |
| Plaats         | Naam           | Ploeg                 | Punten |
| Paarse trui    | Patrick Konrad | BORA-hansgrohe        | 74     |
| 2              | Łukasz Owsian  | CCC Sprandi Polkowice | 57     |
| 3              | Jan Tratnik    | CCC Sprandi Polkowice | 50     |
|                |                |                       |        |
| 20             | Dylan Teuns    | BMC Racing Team       | 6      |
| 22             | Sam Oomen      | Team Sunweb           | 5      |

Mannen: 1928 · 
1929 · 
1930-1932 · 
1933 · 
1934-1936 · 
1937 · 
1938 · 
1939 · 
1940-1946 · 
1947 · 
1948 · 
1949 · 
1950-1951 · 
1952 · 
1953 · 
1954 · 
1955 · 
1956 · 
1957 · 
1958 · 
1959 · 
1960 · 
1961 · 
1962 · 
1963 · 
1964 · 
1965 · 
1966 · 
1967 · 
1968 · 
1969 · 
1970 · 
1971 · 
1972 · 
1973 · 
1974 · 
1975 · 
1976 · 
1977 · 
1978 · 
1979 · 
1980 · 
1981 · 
1982 · 
1983 · 
1984 · 
1985 · 
1986 · 
1987 · 
1988 · 
1989 · 
1990 · 
1991 · 
1992 · 
1993 · 
1994 · 
1995 · 
1996 · 
1997 · 
1998 · 
1999 · 
2000 · 
2001 · 
2002 · 
2003 · 
2004 · 
2005 · 
2006 · 
2007 · 
2008 · 
2009 ·
2010 ·
2011 ·
2012 ·
2013 ·
2014 ·
2015 ·
2016 ·
2017 ·
2018 ·
2019 ·
2020 · 2021 · 2022 · 2023 · 2024 · 2025
Vrouwen: 1998 · 1999 · 2000 · 2001 · 2002 · 2003 · 2004 · 2005 · 2006 · 2007 · 2008 · 2009-2015 · 2016 · 2017-2023 · 2024 · 2025
 Tour Down Under ·
 Great Ocean Road Race ·
 Ronde van Abu Dhabi ·
 Omloop Het Nieuwsblad ·
 Strade Bianche ·
 Parijs-Nice · 
 Tirreno-Adriatico · 
 Milaan-San Remo ·
 Ronde van Catalonië ·
 Gent-Wevelgem ·
 Dwars door Vlaanderen ·
 E3 Harelbeke ·
 Ronde van Vlaanderen ·
 Ronde van het Baskenland ·
 Parijs-Roubaix ·
 Amstel Gold Race ·
 Waalse Pijl ·
 Luik-Bastenaken-Luik ·
 Ronde van Romandië ·
 Eschborn-Frankfurt ·
 Ronde van Italië ·
 Ronde van Californië ·
 Critérium du Dauphiné ·
 Ronde van Zwitserland ·
 Ronde van Frankrijk ·
 RideLondon Classic ·
 Clásica San Sebastián ·
 Ronde van Polen ·
  BinckBank Tour ·
 Ronde van Spanje ·
 EuroEyes Cyclassics ·
 Bretagne Classic ·
 GP van Quebec ·
 GP van Montreal ·
 Ronde van Lombardije ·
 Ronde van Turkije ·
 Ronde van Guangxi